# Alilem
Alilem (Bayan ng Alilem) är en kommun i Filippinerna. Kommunen ligger på ön Luzon, och tillhör provinsen Södra Ilocos. Folkmängden uppgår till 6 353 invånare.
Alilem indelas i 9 barangayer.